# Lycenchelys antarctica
Lycenchelys antarctica és una espècie de peix de la família dels zoàrcids i de l'ordre dels perciformes.

## Morfologia
- Els mascles poden assolir 24,8 cm de longitud total.
- Nombre de vèrtebres: 117-138.[4][5]

## Hàbitat
És un peix marí i d'aigües profundes que viu entre 3.248-5.320 m de fondària.

## Distribució geogràfica
Es troba a Xile i les Illes Òrcades del Sud.

## Observacions
És inofensiu per als humans.